# ديه بارتليت
ديه بارتليت (بالإنجليزية: Des Bartlett)‏ هو مصور سينمائي ومنتج أفلام أسترالي، ولد في 2 أبريل 1927، وتوفي في 12 سبتمبر 2009 في سواكوبموند في ناميبيا.

## وصلات خارجية
- ديه بارتليت على موقع IMDb (الإنجليزية)
- ديه بارتليت على موقع كينوبويسك (الروسية)